# Ostapkivți, Colomeea
Ostapkivți (în ucraineană Остапківці) este localitatea de reședință a comunei Ostapkivți din raionul Colomeea, regiunea Ivano-Frankivsk, Ucraina.

## Demografie
Componența lingvistică a localității Ostapkivți
     Ucraineană (99,2%)
     Alte limbi (0,8%)
Conform recensământului din 2001, majoritatea populației localității Ostapkivți era vorbitoare de ucraineană (99,2%), existând în minoritate și vorbitori de alte limbi.